# Карл Бернхард Саксен-Веймар-Айзенаський
Карл Бернхард Саксен-Веймар-Айзенаський (нім. Karl Bernhard von Sachsen-Weimar-Eisenach), (нар. 30 травня 1792 — пом. 31 липня 1862) — принц та герцог Саксен-Веймар-Айзенаський, молодший син великого герцога Саксен-Веймар-Айзенаського Карла Августа та принцеси Гессен-Дармштадтської Луїзи Августи. Вояка прусської, саксонської та голландської армій, учасник наполеонівських воєн та бельгійсько-надерландської війни, генерал від інфантерії, головнокомандувач Королівської голландської ост-індської армії у 1849—1852 роках, кавалер численних орденів. Мандрівник. Математик.

## Біографія
Карл Бернхард народився 30 травня 1792 року у Веймарі. Він був наймолодшою дитиною в родині герцога Саксен-Веймарського й Саксен-Ейзенахського Карла Августа та його дружини Луїзи Августи Гессен-Дармштадтської. Хлопчик мав старшого брата Карла Фрідріха та сестру Кароліну Луїзу.
Батько був вояком прусської армії та брав участь у походах проти Франції. Матір захоплювалася літературою та малюванням.

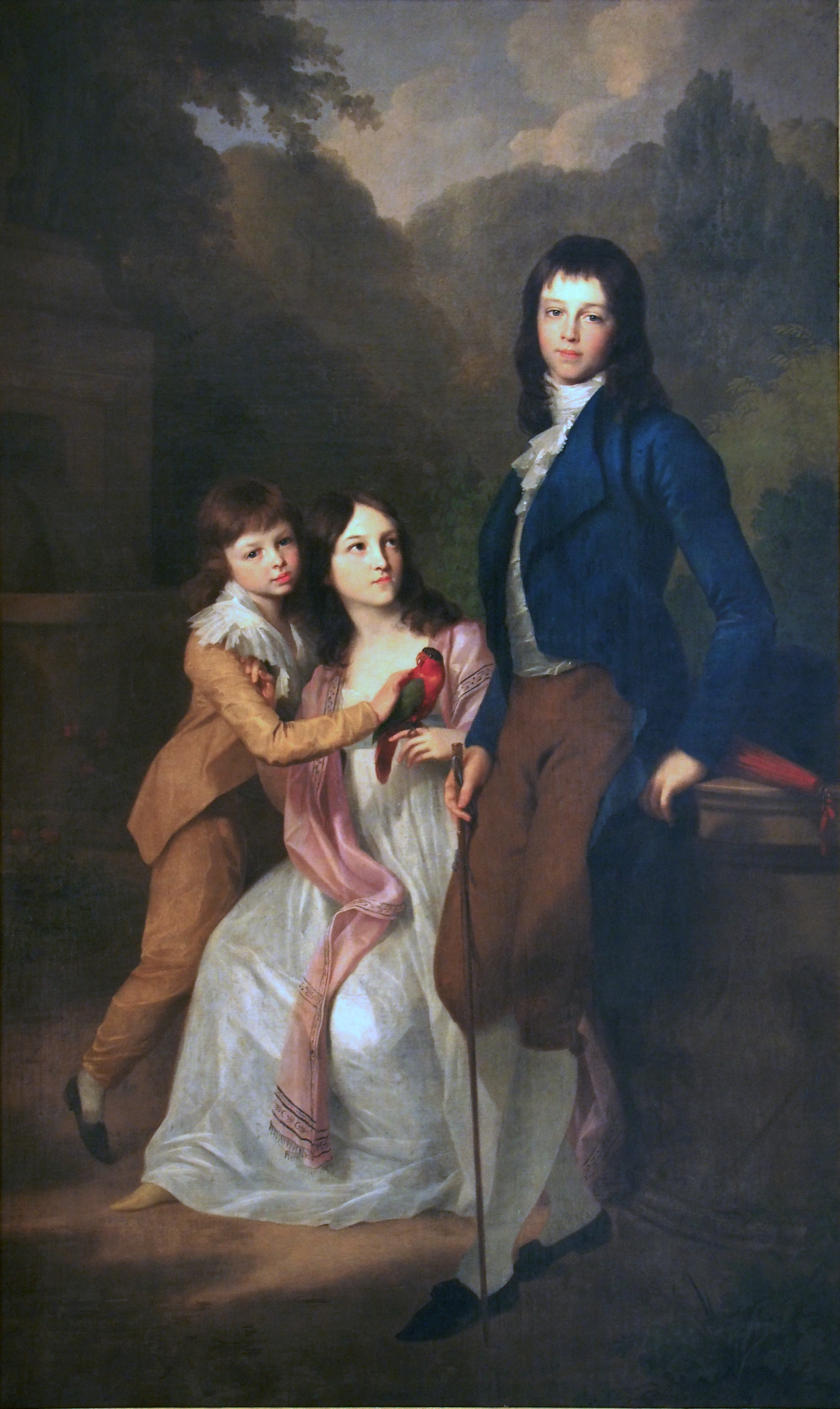
Карл Бернхард (зліва) із сестрою та братом на портреті пензля Августа Тішбейна, 1798

Карл Фрідріх мав у майбутньому успадкувати батьківські герцогства. У 1803-му він майже на рік відбув до Росії, аби ближче познайомитися зі своєю нареченою — великою княжною Марією Павлівною, і вже з молодою дружиною повернувся до Веймару восени 1804-го. Карл Бернхард, як молодший син, з дитинства призначався до військової кар'єри. 1 вересня 1806 року він вступив волонтером до прусського війська.
14 жовтня юний принц брав участь у битві при Єні під проводом Фрідріха Людвіга Гогенлое-Інгельфінгена. Прусське військо зазнало нищівної поразки. Батька в цій битві було поранено та узято французами у полон. Наступного дня Наполеон вступив до Веймару, де був зустрінутий герцогинею Луїзою. Вражений її спокоєм та гідністю, імператор зберіг автономію герцогств, й столиця постраждала від військових дій значно менше.
Карл Август був відпущений додому в 1807-му, після вступу Саксен-Веймару до Рейнського союзу під протекторатом Наполеона.
Карл Бернхард влітку 1807 перейшов на саксонську службу. Більшу частину часу після цього він перебував у Дрездені. 28 квітня 1809-го юнак отримав чин майора. Під проводом маршала Франції Жана-Батиста Бернадотта брав участь війни п'ятої коаліції, де служив при генеральному штабі. Добре проявив себе у битві під Ваграмом. У тому ж році його батько об'єднав свої землі у герцогство Саксен-Веймар-Айзенаське.
5 липня 1811 року Карл Бернхард отримав чин підполковника. Під впливом членів родини він не брав участі у поході Наполеона проти Росії. Замість цього вирушив у Гранд-тур в компанії батька. Вони побували у Відні, Граці, Болоньї, Парижі та Італії, де у Римі ознайомилися із колекцією старожитностей.
29 липня 1813 принц став полковником. В цьому ранзі він брав участь у битві під Лейпцигом у жовтні 1813. На третій день бою, 18 жовтня, усе саксонське військо, яке билося на стороні Наполеона, перейшло на бік союзників та повернуло зброю проти французів. В історію свого часу ця битва увійшла як наймасштабніша та найбільш кровопролитна, отримавши назву Битва народів.
14 січня 1815 року Карл Бернхард залишив саксонську службу і наступного місяця вступив до лав голландської армії. Під своє командування він отримав полк Оранж-Нассау № 28. 15 червня він став командиром 2-ї бригади та узяв участь у битві при Катр-Бра в ході Ста днів. Під його керівництвом перебували 5 батальйонів Нассау. Загальна кількість голландського війська становила 7000 чоловік. Битва скінчилася практично внічию. За два дні відбулася битва при Ватерлоо, в ході якої Наполеон зазнав поразки. Бригада Карла Бернхарда безпосередньо билася із корпусом генерала Друе д'Ерлона. Після бою принц повів свою бригаду до Парижу. Згодом повернувся із ван Ґедеке до Нідерландів, де став командиром бригади піхоти, яка квартирувала у Генті.
У травні 1816 року, на свій 24-й день народження узяв шлюб із 21-річною принцесою Саксен-Майнінгенською Ідою Кароліною, старшою сестрою герцога Саксен-Майнінгену. Весілля відбулося 30 травня 1816 у Майнінгені. У подружжя народилося восьмеро дітей. 24 листопада 1816 вийшов королівський указ щодо присвоєння Карлу Бернхарду чина генерал-майора. У грудні 1818 року його було призначено військовим командувачем провінції Східна Фландрія, а резиденцією так само залишився Гент. Роки життя в цьому місті були одними з найщасливіших в житті принца.
У 1823 році Карл Бернхард три місяці провів у подорожі Англією, Шотландією та Ірландією, де знайомився із промисловими та військовими об'єктами, а також колекціями мистецтва та історії й природою. Згодом, у 1825—1826 роках, він здійснив подорож Сполученими Штатами Америки, де президентом в той час був Джон Квінсі Адамс. До американського континенту принц прибув на корветі «Паллас», керованому Юліусом Константіном Райком, у квітні місяці. Між іншим, він відвідав колонію німецьких емігрантів. На відміну від багатьох сучасників, не приховував своє шляхетне походження. Про своє перебування у Штатах він написав книгу «Reise sr. Hoheit des Herzogs Bernhard zu Sachsen-Weimar-Eisenach durch Nord-Amerika», яка невдовзі вийшла у голландському та англійському перекладах.
Ще під час його перебування в Америці, кандидатура Карла Бернхарда обговорювалася на Лондонській конференції як можливого короля Греції. Пропозиція була внесена Російською імперією. Інші держави не підтримали цей вибір. 3 лютого 1830 року в Лондоні був прийнятий протокол, згідно якого незалежність Греції визнавалася офіційно. 1832 року королем став 16-річний баварський принц Отто Фрідріх з дому Віттельсбахів.
У грудні 1826 Карла Бернхарда було призначено інспектором піхоти Третьої армії, а 7 липня 1829-го — командувачем Другої стрілецької дивізії. Після початку Бельгійської революції принц очолив Другий стрілецький дивізіон. Віддав наказ Давіду Шассе бомбардувати Антверпен. 24 січня 1831 року королівським указом його було призначено генерал-лейтенантом. Під час 10-денної Бельгійсько-нідерландської війни війська Карла Бернхарда стояли біля Бреди. Після початку бойових дій він зайшов у тил правого флангу бельгійців біля Льовена, змусивши їх відступити, після чого, обійшовши Льовен, почав наступ на Брюссель і недалеко від міста зайняв позицію на Залізній горі. Наступного дня з іншого боку до Брюсселя увійшли французькі війська, закликані на допомогу бельгійцями. У той же час лондонською конференцією було зроблено заяву королю Віллему I про бажаність припинення військових дій. Віллем I змушений був погодитися та розпорядився про виведення нідерландських військ з Бельгії.
У 1837 році принц із старшим сином прибув до Росії за запрошенням імператора Миколи I. Німці відвідали Санкт-Петербург, Великий Новгород, Москву, Тулу, Київ. В останньому були зустрінуті князем Варшавським та намісником царства Польського Іваном Паскевичем. Звідти вони попрямували на південь, де у Вознесенську Карл Бернхард спостерігав за військовими вченнями, а після цього — до Одеси та Криму. Залишивши українські землі, принци відбули до Константинополю, а потім — до Сицилії та Неаполю і, нарешті, до Риму. В Італії 19-річний Вільгельм захворів на тиф, але продовжив мандрівку. Повернувшись до Голландії, він помер від пневмонії 22 травня 1839 року. Його смерть збіглася в часі зі скороченням голландської армії, і Карл Бернхард вийшов у відставку.

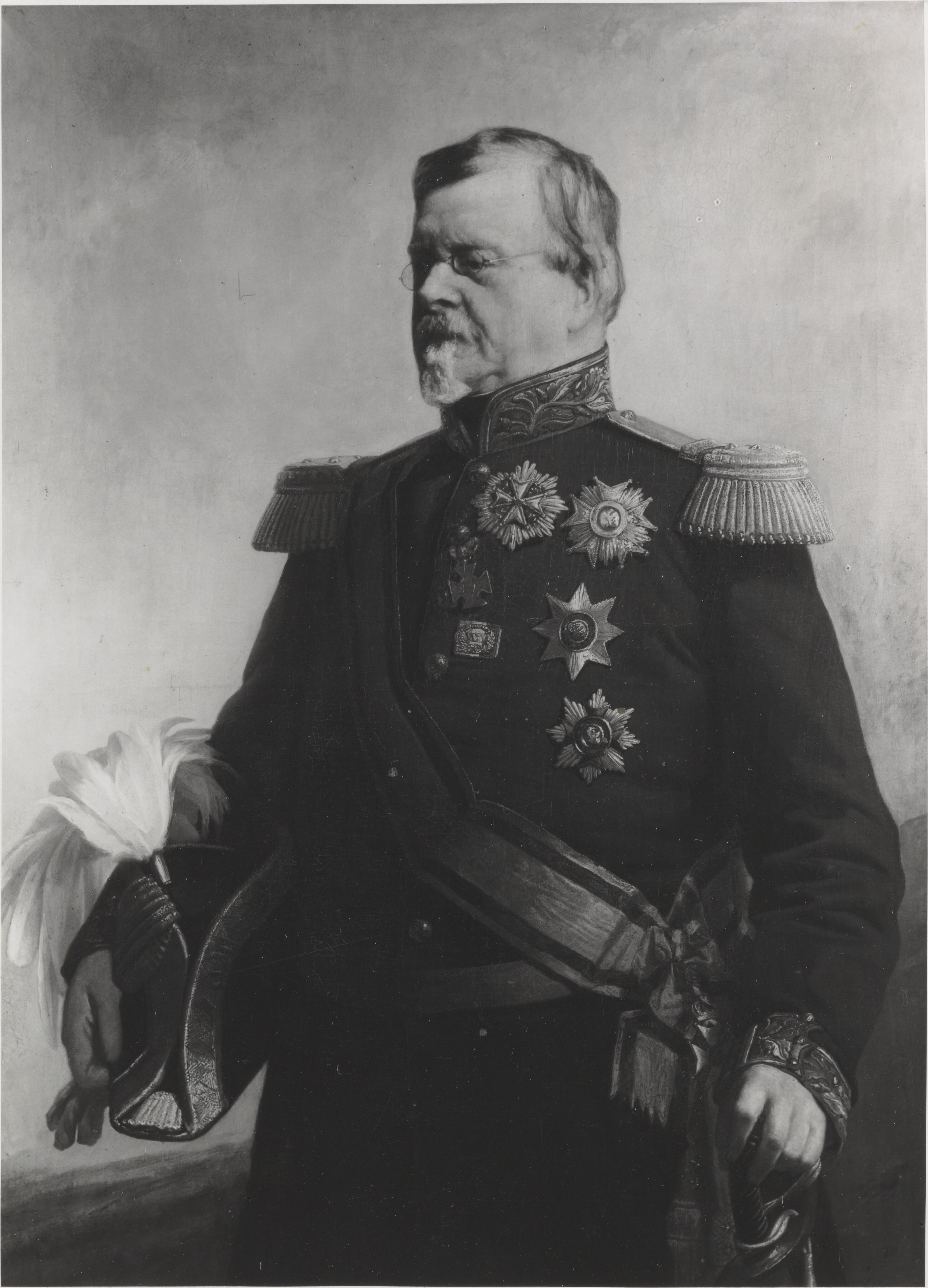
Карл Бернхард у похилому віці

Разом із родиною він переїхав до Мангайма у Великому герцогстві Баденському. Там він приєднався до двору вдовіючої великої герцогині Стефанії де Богарне. Там він мав змогу спілкуватися із низкою учених з Гайдельберга. Сам Карл Бернхард захоплювався математикою. Його методи побудови правильних многокутників були опубліковані у виданому в 1842 році в Єні двотомному «Підручнику геометрії». Також був членом кількох історичних та літературних товариств. Відвідував лекції з філософії, історії та природничої історії, цікавився мінералогією та геологією.
У 1847 році разом із родиною здійснив подорож до Мадейри.
6 грудня 1849 декретом № 1 Карла Бернхарда було призначено командувачем Королівської голландської ост-індської армії. 14 квітня наступного року він прибув до острова Ява. 22 грудня 1849 декретом № 58 принц отримав чин генерала від інфантерії. Його діяльність носила адміністративний характер, він намагався поліпшити соціальне становище солдатів та вносив пропозиції щодо покращення захисних укріплень. За два роки генерал-губернатор Голландської Індії надав йому відпустку для відновлення здоров'я у Нідерландах.
Навесні 1852-го померла дружина Карла Бернхарда. 5 жовтня 1853 його було звільнено із армії із наданням почесної пенсії. Останнім призначенням Карла Бернхарда була посада члена Комітету оборони від 25 травня 1854 королівським указом № 64. Після цього до самої смерті принц вів тихе життя приватної особи. Мешкав у Веймарі та на своїй віллі у Лібенштайні, періодично навідуючи одружених дітей.
У 1861 році Карл Бернхард важко захворів і пішов з життя 31 липня 1862-го. Похований, як і дружина, у князівському склепі Веймару на історичному цвинтарі міста.

## Родина
Дружина — Іда Кароліна Саксен-Майнінгенська
Діти:
- Луїза (1817—1832) — померла у віці 15 років бездітною та неодруженою;
- Вільгельм (1819—1839) — пішов з життя у віці 19 років бездітним та неодруженим;
- Амалія (22 травня—23 червня 1822) — померла немовлям;
- Едуард (1823—1902) — британський фельдмаршал, провів майже все життя у Великій Британії, узяв морганатичний шлюб із леді Августою Гордон-Леннокс, донькою 5-го герцога Річмонда, дітей не мав;
- Герман (1825—1901) — вюртемберзький майор-генерал, був одружений з Августою Вюртемберзькою, мав шестеро дітей;
- Густав (1827—1892) — був морганатично одружений з П'єріною Мароччіа, нащадків не залишив;
- Анна (1828—1864) — померла у віці 35 років бездітною та неодруженою;
- Амалія (1830—1872) — дружина принца Генріха Оранж-Нассау, дітей не мала.

## Нагороди

### Саксонське королівство
- Військовий орден Святого Генріха
  - лицарський хрест (1809)
  - великий хрест (1857)
- Орден Рутової корони (1827)

### Нідерландське королівство
- Орден Віллема
  - лицарський хрест 3-го класу (8 липня 1815)
  - командорський хрест (24 травня 1821)
  - великий хрест (8 жовтня 1842)
- Орден Золотого Лева Нассау (вересень 1858)
- Орден Нідерландського лева, великий хрест

### Російська імперія
- Орден Андрія Первозванного (29 серпня 1837)
- Орден Святого Олександра Невського
- Орден Святої Анни 1-го ступеня
- Орден Білого Орла

### Прусське королівство
- Орден Чорного орла (26 червня 1841)
- Орден Червоного орла, великий хрест

### Велике герцогство Баденське
- Орден Вірності (Баден) (1844)
- Орден Церінгенського лева, великий хрест (1844)

### Інші країни
- Орден Білого Сокола, великий хрест (Велике герцогство Саксен-Веймар-Айзенаське; 15 грудня 1815)
- Орден Лазні, почесний великий хрест (Британська імперія; 22 липня 1830)
- Орден дому Саксен-Ернестіне, великий хрест (вересень 1835)
- Орден Вюртемберзької корони, великий хрест (1835)
- Орден Людвіга (Гессен-Дармштадт), великий хрест (23 травня 1840)
- Орден Почесного легіону, великий хрест (Французьке королівство; червень 1842)
- Орден Дубового вінця, великий хрест (Люксембург)
- Орден Генріха Лева, великий хрест (Брауншвейзьке герцогство)

## Вшанування
- У 1866 році у центрі Гааги ще за життя Карла Бернхарда був зведений обеліск за проєктом Гуго Пітера Фогеля та Йоганна Філіпа Коулмена. У 2005 пам'ятник реконструювали. 7 квітня того ж року його навідав титулярний великий герцог Саксен-Веймар-Айзенаський в наш час — Міхаель.

## Цікаві факти
- Карл Бернхард Саксен-Веймар-Ейзенахський був масоном. 1817 року він заснував в Брюсселі та Генті військові масонські ложі.
- Товаришував із королем Вюртембергу Вільгельмом I та принцом Максиміліаном цу Від — відомим натуралістом.[5]